# Protesta un día sin inmigrantes

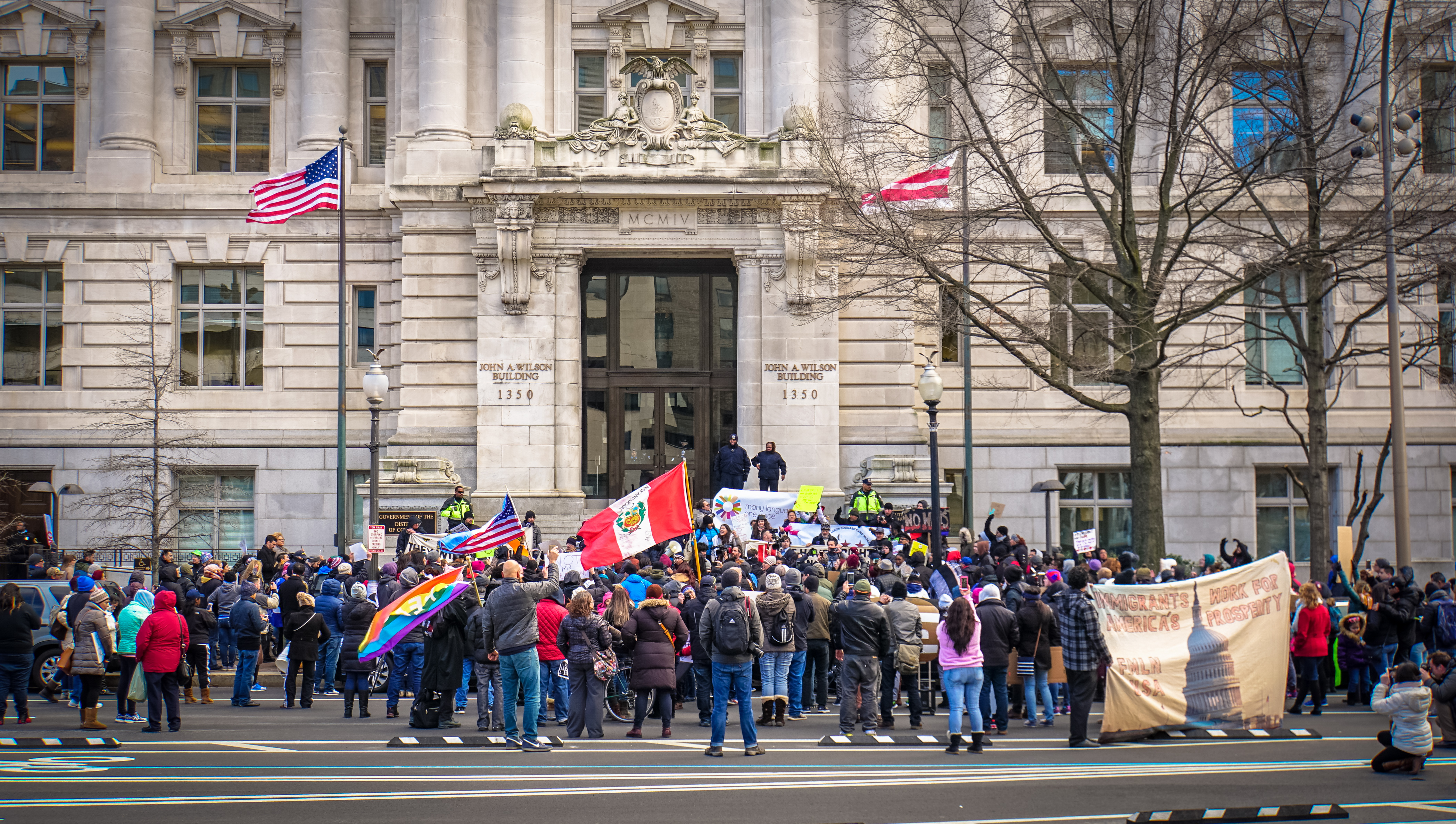
Manifestantes al frente del John A. Wilson Building en Washington, D.C.

La protesta un día sin inmigrantes fue una protesta y un boicot que tuvo lugar el 16 de febrero de 2017 en Estados Unidos. Tenía por objetivo demostrar la importancia de la inmigración y protestar contra los planes del entonces presidente Donald Trump de construir el muro fronterizo y potencialmente deportar a millones de inmigrantes indocumentados. La huelga hizo un llamado a los inmigrantes a no ir a trabajar, a evitar el gasto de dinero y a no enviar a los niños a la escuela. Las personas tomaron parte para mostrar la importancia de los inmigrantes a la economía y también para protestar por la posible discriminación racial de los ciudadanos en Estados Unidos mediante la aplicación de la ley de inmigración .
La convocatoria a la huelga creció rápidamente a través de las redes sociales y tuvo la primera aparición en Viva Noticias, medio de información de interés para latinoamericanos en Estados Unidos. Pero lo que en realidad hizo que el movimiento se expandiera por todo Estados Unidos obteniendo atención internacional, fue cuando el Blogero y Youtuber Mexicano conocido como el "El Pelon De Chicago" publicó un video en Facebook llamando a la comunidad inmigrante a unirse a la movilización. Después, la página de Facebook Reforma Migratoria volvió a publicar el video el cual se viralizó; recibiendo más de 5 millones de vistas y se compartió más de 150 mil veces.

## Lugares
Propietarios de tiendas y restaurantes en Atlanta, Austin, Chicago, Detroit, Filadelfia, Portland, San Francisco, Phoenix, Nashville, Albuquerque, Denton, Dallas, Fort Worth, Washington, Nueva York y otras ciudades importantes de Estados Unidos cerraron sus puertas en una muestra de solidaridad con sus trabajadores . Más de 50 restaurantes se cerraron en Washington, D.C.. Alrededor de seis comercios de alimentos cerraron en el Pentágono. Tres opciones de comedor en el Capitolio fueron cerradas. En Chicago, cinco de las tiendas de Pete's Fresh Market cerraron y la propietaria, Vanessa Dremonas, prometió no penalizar a los trabajadores que participaron en la protesta. Rick Bayless cerró muchos de sus restaurantes a instancias del personal. Muchos restaurantes en Boston cerraron, o sirvieron menús con menos opciones. Muchas cadenas de McDonald's estaban cerradas en todo el país. Casi todas las tiendas en Midwood, Brooklyn fueron cerradas. Más de 1.000 negocios fueron cerrados en Dallas.
En Austin, solo el 60 por ciento de los estudiantes asistieron a la escuela en la red de escuelas chárter de la Comunidad KIPP de Austin. El Distrito Escolar Independiente de Fort Worth vio disminuir su tasa de asistencia a la escuela primaria en un 35 por ciento. Miles de niños en el Condado de Fresno no asistieron a la escuela. En Milwaukee, un evento similar tuvo lugar el 13 de febrero de 2017, llamado "Un día sin latinos".

## Actividades

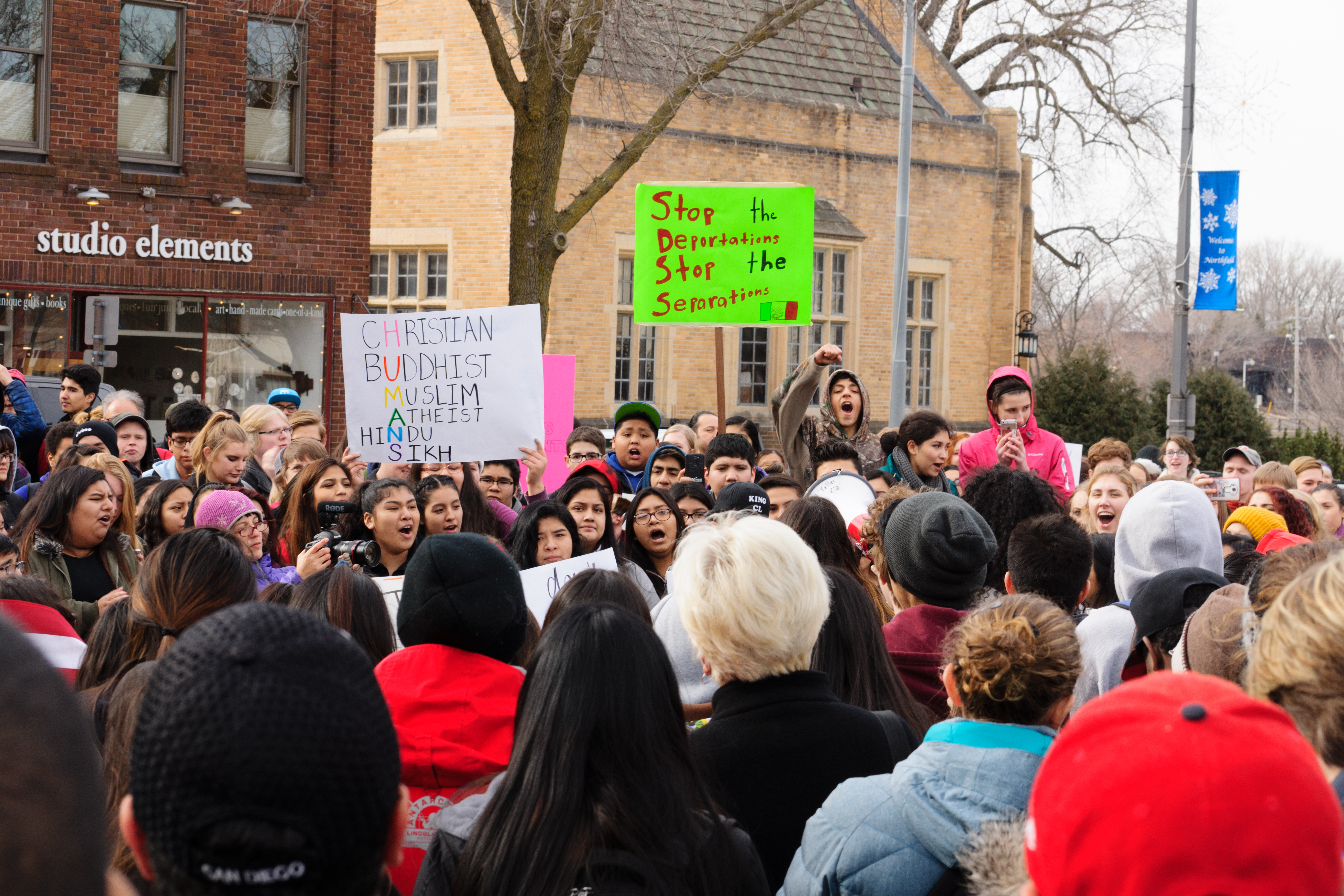
Manifestantes en Northfield, Minnesota

El Museo Davis en el Colegio de Wellesley sacó de la pantalla o cubrió con tela negra aproximadamente el 20 por ciento de la exhibición del museo; Las 120 obras de arte habían sido creadas o donadas por un inmigrante. La organización sin fines de lucro Many Languages One Voice organizó una marcha de protesta desde Washington, DC, a Mount Pleasant, a la Casa Blanca.
En Chicago, se llevó a cabo una manifestación en Union Park con cientos de trabajadores marchando hacia el consulado mexicano en la avenida Ashland al mediodía del jueves . Cientos de manifestantes marcharon desde el Ayuntamiento de Austin hasta el Capitolio del Estado de Texas. Los manifestantes se reunieron frente al ayuntamiento de Homestead, Florida. Una protesta se llevó a cabo en Frankfort en el Capitolio del Estado de Kentucky.
Algunos restaurantes que se quedaron abiertos han dicho que donarán parte de sus ganancias del jueves a organizaciones de defensa de inmigrantes.  

## Reacciones en internet
Miles de usuarios en las redes sociales expresaron su opinión sobre el boicot bajo la etiqueta#DayWithoutImmigrants (#DíaSinInmigrantes).

## Controversia
El Distrito Escolar Unificado de Los Ángeles instó a los estudiantes a no participar en la protesta. En el Área de la Bahía, el Distrito Escolar de Redwood City también pidió a las familias que aseguraran que sus hijos acudieran a la escuela.
El Jefe del Centro de Escuelas Públicas del Distrito de Columbia, John Davis, dijo a los directores: "Se espera que todos los estudiantes y el personal estén en la escuela durante todo el día".
Maestros de la Escuela Secundaria Rubidoux en Jurupa Valley, California, comentaron despectivamente sobre los estudiantes hispanos que faltan a clases en las redes sociales. Debido a la controversia y sus comentarios, fueron puestos en licencia pagada mientras se llevaba a cabo una investigación.
Algunos restaurantes despidieron a sus trabajadores que decidieron tomar un día sin excusa el día 16. Doce trabajadores hispanos en Catoosa, Oklahoma fueron despedidos por no presentarse al trabajo. En Nashville, 18 personas perdieron sus empleos por saltarse el trabajo para participar en el boicot. JVS Masonry en Denver despidió a unos 30 trabajadores por no entrar en el trabajo ese jueves. Veintiuna personas fueron despedidas de Encore Boat Constructores por no laborar en su día de trabajo programado.

## Nueva Jornada de Protesta
Activistas, grupos defensores de los derechos de los inmigrantes y sindicatos llamaron a repetir el “Día sin inmigrantes” el 1 de mayo, Día Internacional del Trabajo, y realizar marchas contra las medidas migratorias de Donald Trump.En una rueda de prensa telefónica, los activistas anunciaron movilizaciones de inmigrantes trabajadores, entre otros colectivos, en las que no acudirán a sus puesto de trabajo y cerrarán sus negocios para demostrar la aportación de la comunidad hispana e inmigrante a la economía estadounidense.